# 桃源忆故人
桃源忆故人，词牌名。本调四十八字，上下阕各四句，四仄韻。

## 異名
本詞牌又名《虞美人影》。《桃源憶故人》源自陸游詞。另張先詞，名《胡搗練》；趙鼎詞，名《醉桃園》；韓淲詞，有「杏花風裏東風峭」句，故名《杏花風》。

## 词牌格式
註：
平表示平聲，
仄表示仄聲，
仄表示本仄可平，
平表示本平可仄，粗體表示韻腳。

### 正體
雙調四十八字，上下闕各四句，四仄韻，一韵到底。

平平仄仄平平仄，仄仄平平平仄。仄仄平平平仄，仄仄平平仄。

平平仄仄平平仄，仄仄平平平仄。仄仄平平平仄，仄仄平平仄。

例词：
- 歐陽修

梅梢弄粉香猶嫩，欲寄江南春信。別後愁腸縈損，說與伊爭穩。
小爐獨守寒灰燼，忍淚低頭畫盡。眉上萬重新恨，竟日無人問。
- 秦观《冬景》

玉楼深锁多情种，清夜悠悠谁共。羞见枕衾鸳凤，闷则和衣拥。
无端画角严城动，惊破一番新梦。窗外月华霜重，听彻梅花弄。